# Куршумлия (община)
Община Куршумлия (на сръбски: Општина Куршумлија) е административна единица в Сърбия, Топлишки окръг. Заема площ от 952 км2. Административен център е град Куршумлия.

## Население
Според преброяването от 2011 г. населението на община Куршумлия възлиза на 19 213 души. Гъстотата е 20,18 души/км2.

### Етнически състав
- сърби – 18 528 жители
- цигани – 339 жители
- черногорци – 47 жители
- хървати – 8 жители
- горанци – 8 жители
- македонци – 6 жители
- югославяни – 5 жители
- руснаци – 5 жители
- албанци – 5 жители
- словенци – 3 жители
- унгарци – 2 жители
- румънци – 1 жител
- българи – 1 жител
- русини – 1 жител
- бошняци – 1 жител
- други – 7 жители
- неизяснени – 163 жители
- регионална принадлежност – 2 жители
- неизвестно – 81жители[3]

## Селищна мрежа
В границите на общината влизат 90 населени места.
- 2 града: Куршумлия и Куршумлийска баня
- 88 села:

| - Бабица - Барлово - Бачоглава - Бело поле - Богуевац - Василевац - Велико Пупавце - Висока - Влахиња - Врело - Вършевац - Вукоевац - Горна Микуляна - Горно Точане - Грабовница - Дабиновац - Данковиче - Дегърмен - Дединац - Дешишка - Добри До - Долна Микуляна | - Долно Точане - Дубрава - Джаке - Жалица - Жегрова - Жуч - Заградже - Зебица - Иван Кула - Игрище - Кастрат - Конюва - Космача - Кърток - Кръчмаре - Купиново - Кутлово - Луково - Лютова - Люша - Магово - Мала Косаница | - Маричиче - Марковиче - Матарова - Мачя стена - Мачковац - Мердаре - Мерчез - Механе - Мирница - Мърче - Невада - Ново село - Орловац - Парада - Пачараджа - Певащица - Пепелевац - Перуника - Пляково - Преветица - Прекорадже - Пролом | - Равни Шорт - Растелица - Рача - Рударе - Сагонево - Самоково - Свинище - Секирача - Селище - Селова - Сеоце - Спанце - Тачевац - Тијовац - Тмава - Требине - Тречак - Тръмка - Трън - Търпеза - Шатра - Щава |